# Burgen in Danzig
Burgen  gab es in Danzig  vom 9. Jahrhundert bis 1454.

## Burg auf dem Hagelsberg

### Lage

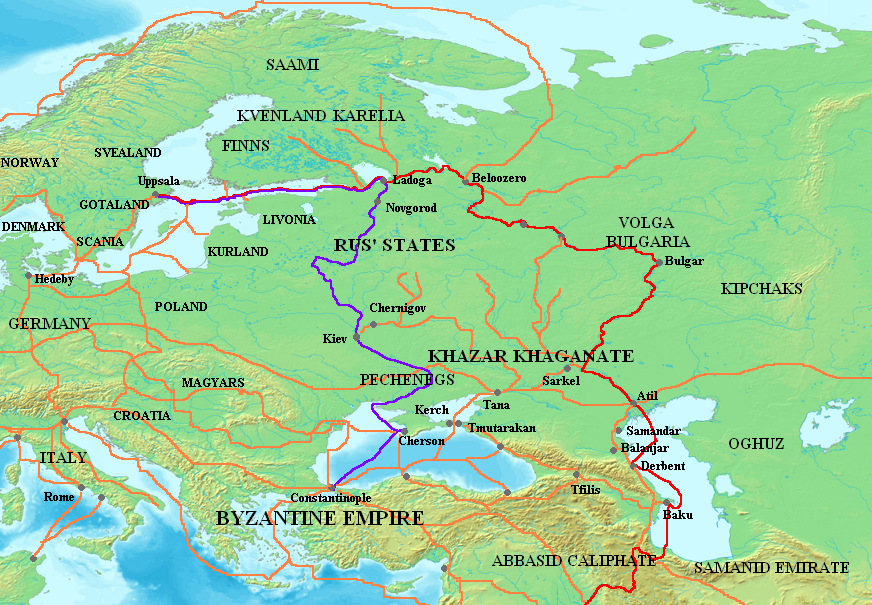
Wegenetz der Normannen, der Weg durch die Weichsel ist die linke blaue Linie

Die Burg lag auf dem Hagelsberg (Góra Gradkowa) östlich der späteren Altstadt. Von dort führte ein Zufluss zur Mottlau, die dann in die Weichsel mündete.

### Geschichte
Die Burg bestand spätestens seit dem 9. Jahrhundert. Sie gehörte zum Einflussgebiet der skandinavischen Normannen in deren Wegenetz an der Ostsee. Durch die Weichsel führte ein wichtiger Handelsweg über den Dnister ins Schwarze Meer und das Byzantinische Reich.
Es gibt kaum archäologische Befunde auf dem Berg, da dort im 17. Jahrhundert eine Festung errichtet wurde.
Die frühesten Funde sind arabische Münzen aus dem frühen 9. Jahrhundert auf dem Hagelsberg und an dessen Fuß. Bei der Burg gab es eine Siedlung an der späteren Nikolaikirche, wo es seit dem 10. Jahrhundert einen Friedhof und wahrscheinlich eine Kirche gab, und im Bereich des späteren Rechtstädtischen Rathauses.
Im späten 10. Jahrhundert kam das Gebiet unter die Kontrolle der polanischen Herzöge.
Für das Jahr 997 ist die einzige Erwähnung der Burg erhalten, als der Missionar Adalbert von Prag mit Genehmigung des Herzogs Bolesław Chrobry in die urbs Gyddanyzc kam und feststellte, das es dort schon Christen gab.

## Burg der Herzöge von Danzig

### Lage

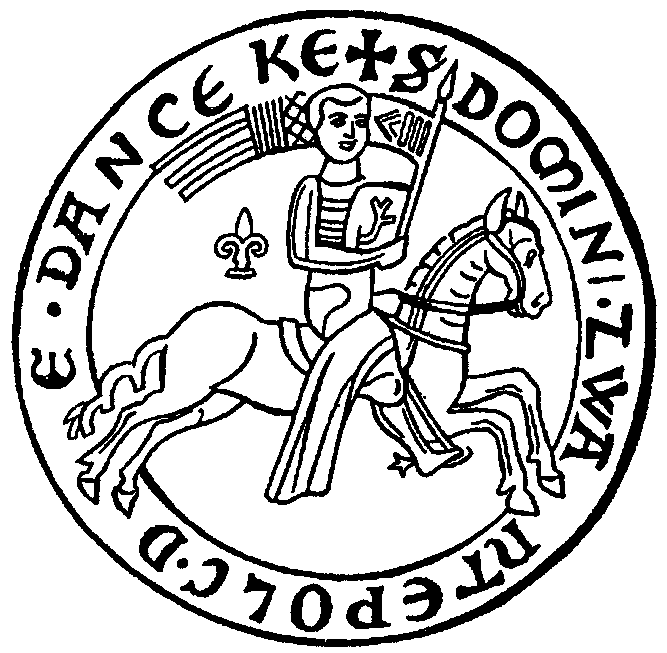
Siegel von Swantopolk II.

Die Burg lag direkt am Ufer der Mottlau kurz vor deren Mündung in die Weichsel westlich der Altstadt. Sie lag auf einer Insel (nach hydrographischen Befunden) und war etwa 0,4 Hektar groß. Nordwestlich schloss sich eine Siedlung an, in der vor allem kaschubische und prußische Fischer, Handwerker und Kaufleute lebten.

### Geschichte
Um 1050 wurde unter polnischer Herrschaft eine neue Burg direkt an der Mottlau gegründet, die günstiger nahe der Weichsel lag.
Sie war zunächst Sitz eines Statthalters in Danzig.
Von 1148 ist die älteste Erwähnung als castrum Kdancz in Pomerania erhalten, die im geistlichen Jurisdiktionsgebiets des Bistums Breslau lag. Dabei wurde auch eine Kirche der Gottesgebärerin ([ecclesia] Sanctae dei genetricis Mariae) genannt.
Westlich der Burg entwickelte sich in dieser Zeit eine weitere Siedlung von meist deutschen Kaufleuten und Handwerkern, die zum Teil aus Lübeck stammten.
Das Gebiet stand dann zeitweise unter dänischer Herrschaft. Nach 1200 erwarb der Statthalter Mestwin (Mestui) ein umfangreiches Herrschaftsgebiet bis in das spätere Hinterpommern und versuchte sich von der dänischen und polnischen Oberhoheit zu lösen. Dies gelang seinem Sohn Swantopolk II., der seit 1227 selbstständiger Herrscher in Danzig und Umgebung (Pommerellen) war. Er verlieh der deutschen Kaufleutesiedlung um die Katharinen- und die Nikolaikirche Stadtrecht nach lübischem Recht (um 1227/1263). 

## Ordensburg Danzig

### Lage und Beschreibung

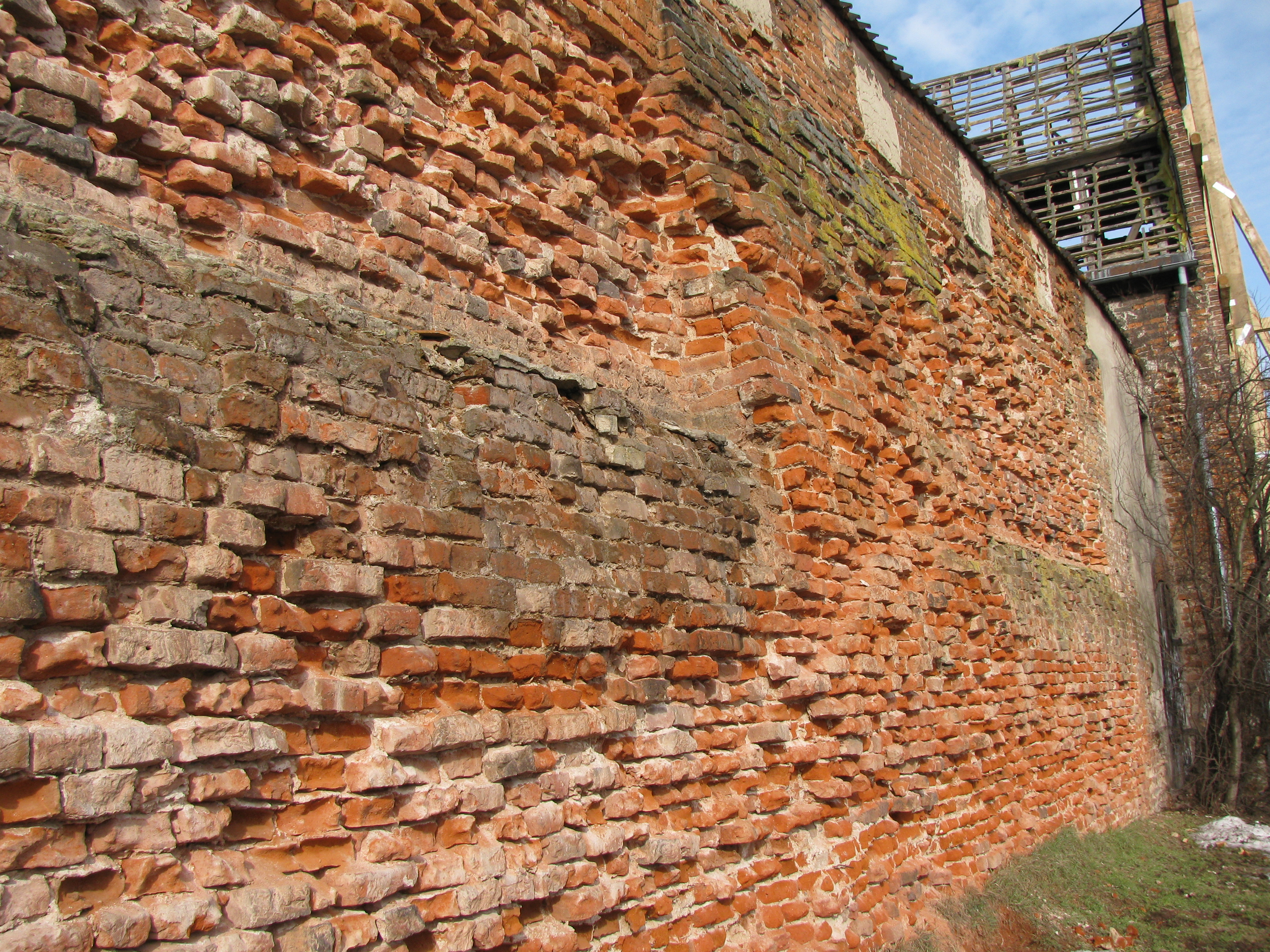
Reste der Befestigungsmauern in der ul. Wartka

Die Ordensburg befand sich an der Stelle der vorherigen pommerellischen Herzogsburg. Die Hohe Burg war ein massiver viereckiger Bau mit vier mächtigen Türmen. Der nordöstliche Turm war das höchste Bauwerk und durfte von keinem Kirchturm überragt werden. Auf dem Burggelände gab es weitere Gebäude. Die Anlage war von mächtigen Festungsmauern umschlossen. Es gab ein Tor zur Radaune hin (später Rähmtor).
Von der Burg sind Teile einer Bastion erhalten, die in ein Bürgerhaus eingebaut wurden, sowie Reste der Außenbefestigung am Ufer der Mottlau, beide in der ul. Wartka. Der Verlauf des Weges westlich der Ordensburg innerhalb der Festungsmauern hat sich in der Straße Am Rähm erhalten.

### Geschichte
1308 eroberte der Deutsche Orden Danzig. Um 1340 entstand die neue Burg. Sie war Sitz eines Komturs. In der Zeit des Ordens entwickelten sich die Siedlungen weiter, er vergab Stadtrechte an die Altstadt, die Neustadt und eine von ihm gegründete Jungstadt. Aus der Rechtstätigkeit dieser Zeit waren neben Urkunden auch einige Wachstafeln erhalten.
1454 stürmten Danziger die Burg und zerstörten sie, nachdem sich die Städte dem polnischen König unterstellt hatte.

### Weitere Entwicklung
Eine Wiederbebauung des Geländes wurde zunächst untersagt. Seit 1648 wurden dort Wohnhäuser gebaut. Heute bildet das Gebiet den Ortsteil Zamczysko.